# Bikolflugsnappare
Bikolflugsnappare (Cyornis camarinensis) är en fågelart i familjen flugsnappare inom ordningen tättingar.

## Utbredning och systematik
Fågeln förekommer i norra Filippinerna i bergstrakter på södra Luzon och Catanduanes. Den behandlas som monotypisk, det vill säga att den inte delas in i några underarter.

### Artstatus
Bikolflugsnapparen kategoriserades tidigare som underart till blåbröstad flugsnappare (Cyornis herioti), men urskiljs allt oftare som egen art.

## Status
Bikolflugsnapparen tros ha ett mycket litet bestånd som är i minskande på grund av habitatförlust. Den kategoriseras av IUCN som sårbar.